# TOKYO本音モデルズ2
『TOKYO本音モデルズ2』（とうきょうほんねモデルズ2）は、2010年4月30日、フジテレビ系列の登龍門枠（金曜日25:35 - 26:35）で放送されたドラマ。2009年に放送された「TOKYO本音モデルズ」の第2弾に相当する作品であり、『TOKYO REAL MODELS ～episode spring～』とも表記される。「東京ガールズコレクション」の舞台裏などが登場するノンフィクションのドキュメンタリー部とフィクションのドラマ部が境界線なく構成されるという異色の構成を前作より踏襲する。

## あらすじ
あるオフの日、友人モデル同士のマリエ、紗羅マリー、ia、里海らは展示会巡りに繰り出すのだが、行く先々で「マリエの彼氏」を自称する男たちに遭遇し、その奔放な恋愛ぶりに唖然とする。マリエの3股疑惑が浮上する中、あるイベントで自称マリエの彼氏たちが一同に遭遇し、マリエを巡って大ゲンカに発展。事態を収拾するためにマリエは秘策を考える。

## 備考
- 前作に引き続き、マリエ、紗羅マリー、里海といったファッションモデル、LYOKI、中野裕太といったミュージシャンや俳優が実名で登場する。
- キャスト達の実際の仕事風景として「東京ガールズコレクション」のショーと舞台裏、実在のテレビ番組「限定品コラボネーゼ」やラジオ番組の収録風景が劇中に登場する。
- ドキュメンタリーとドラマが境目なく展開するという構成だが、番組エンディングにどの部分がフィクションであったかを出演者が語る。
- 前作とともに「TOKYO本音モデルズ 1&2」としてDVDソフト化されている。演出家や脚本家といったスタッフは同一。
- 劇中で中野裕太とLYOKIが大立ち回りを演じるライブハウスは実在の場所「レッドシューズ」。

## スタッフ
- 演出：松木創
- 脚本：龍樹
- 企画：太田大
- プロデューサー：鎌田雄介（ボイス&ハート）
- 撮影監督：白石利彦
- 編集：平原賢志
- 選曲：松木創
- 制作：フジテレビ、バンエイト